# 크로노스
크로노스(고대 그리스어: Κρόνος Krónos[*])는 그리스 신화에 나오는 티탄 가운데 하나이며, 하늘의 남신인 우라노스와 땅의 여신인 가이아 사이 태어난 최초 12명 티탄족 신 가운데 막내이자 지도자인 남신이다. 농경을 다스리는 남신으로서, 로마 신화의 사투르누스와 같다고 여긴다.
우라노스가 크로노스의 동생들인 키클롭스와 헤카톤케이레스를 타르타로스에 감금하는 악행을 행했는데, 크로노스는 이를 응징하려는 자신의 어머니 가이아의 계획에 동참해 주된 역할을 하여 우라노스를 몰아내고 신들의 왕이 되었다. 하지만, 그 자신도 권좌를 지키기 위해 자식을 삼키는 악행을 행하였고, 이로 말미암아 그의 막내 아들인 제우스를 주축으로 한 올림포스 신들이 반란을 일으켜 티타노마키아라고 불리는 10년 동안 전쟁이 일어났으며, 크로노스는 결국 이 신들의 전쟁에서 패하여 타르타로스에 감금되었다. 크로노스가 축출된 이후에는 올림포스 12신 가운데 하나인 데메테르가 농경의 신을 담당하게 되었다.
크로노스(고대 그리스어: Κρόνος Krónos[*], 영어: Cronus)는 시간의 신인 크로노스(고대 그리스어: Χρόνος Khrónos 또는 라틴화된 표기로 Chronus[*], 영어: Chronos)와 발음이 비슷하여 혼동되기도 한다.

## 펠라스고이족 신화
펠라스고이 신화에서 만물의 여신으로 나오는 에우리노메(Eurynome)는 우주의 일곱 행성을 창조한 뒤, 티탄족 남신 1명과 여신 1명을 한쌍으로 각각 하나의 행성을 맡겨 다스리게 한다. 여기서 레아와 크로노스는 토성을 다스리게 된다.

## 헤시오도스의 신들의 계보의 신화

### 크로노스의 어머니와 아버지: 가이아와 우라노스
고대 그리스의 시인인 헤시오도스(기원전 7세기경)의 《신들의 계보》에 따르면, 태초에 4가지 힘이 자연적으로 나타났는데, 가장 처음에 카오스(χάος Khaos 무(無), 텅 빈 공간, 대공허[*])가 나타났다. 다음으로 가이아(Γαῖα Gaia 땅, 대지[*])와 타르타로스(Τάρταρος Tartaros 지하세계 또는 지하세계의 맨 아래 공간[*])와 에로스(Ἔρως Eros 사랑, 욕구, 결합 · 번식 · 번영하려는 의지[*])가 순서대로 나타났다.
이후 가이아는 "감미로운 '사랑의 결합' 없이(without sweet union of love)" 즉 배우자 없이 우라노스(Οὐρανός Ouranos 하늘[*])와 '온갖 우로스(Oὔρος Ouros 산[*])들'과 폰토스(Πόντος Pontos 바다[*])를 낳았다.

### 크로노스의 탄생과 우라노스의 악행

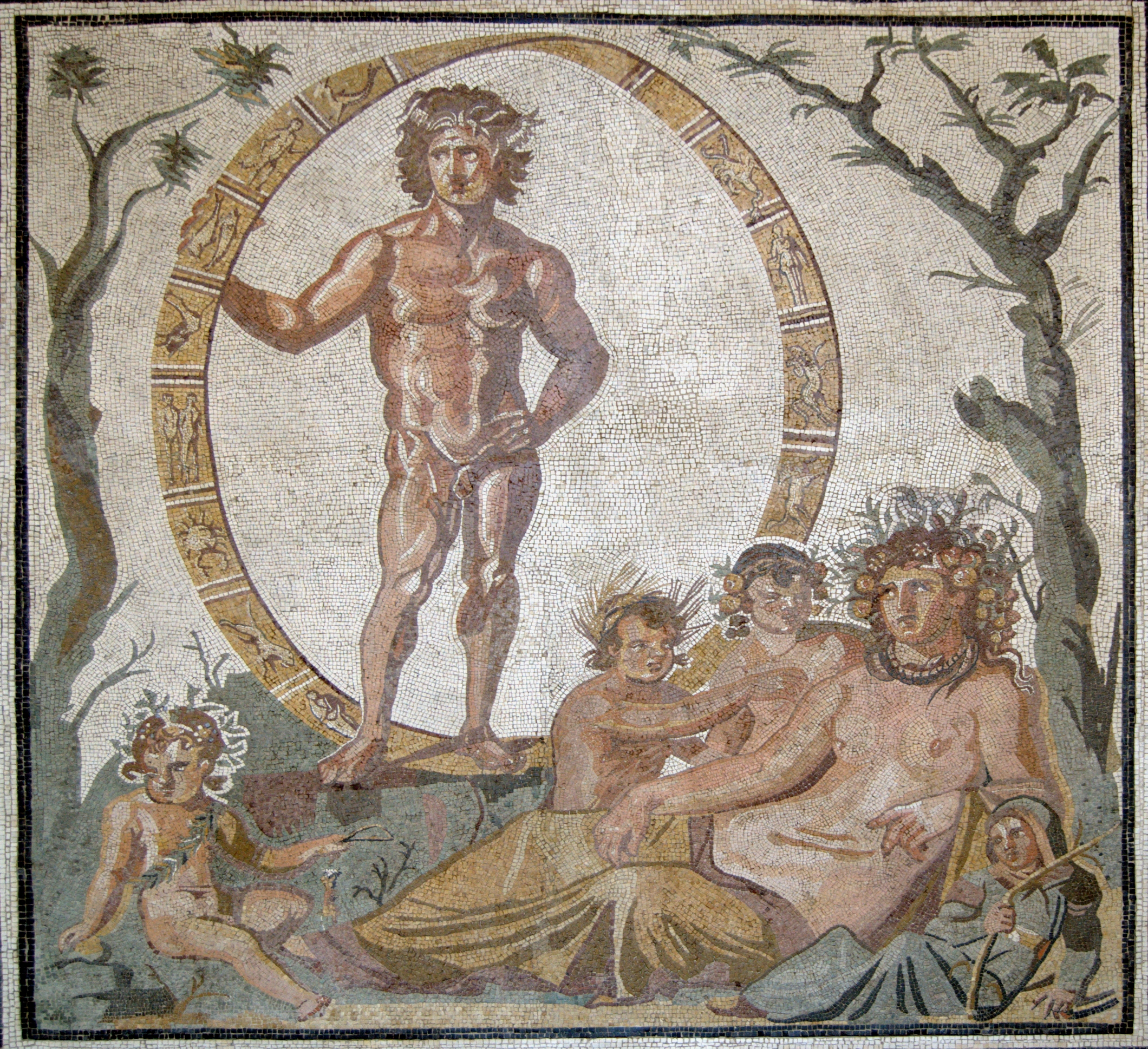
아이온-우라노스와 테라(그리스 신화의 가이아)

《신들의 계보》에 따르면, 가이아는 자신이 배우자 없이 낳은 아들인 우라노스를 남편으로 하여, 즉 하늘(우라노스)과 땅(가이아)의 결합으로 크게 세 그룹의 자녀를 낳았다. 첫 번째 그룹은 12명 티탄 그룹이며, 이 그룹의 가장 막내가 크로노스이다. 두 번째 그룹은 하나의 눈을 가진 거신(巨神)들인 키클롭스 삼형제이고, 세 번째 그룹은 백수거신(百手巨神, Hundred-handed)이라고 의역하는 헤카톤케이레스 삼형제이다. 즉, 《신들의 계보》에 따르면, 키클롭스 삼형제와 헤카톤케이레스 삼형제는 모두 크로노스의 친동생들이다.

#### 크로노스의 형제자매: 11명의 티탄과 크로노스
《신들의 계보》에 나타난 이름과 순서대로 나열하면, 12명의 티탄(Τιτάν Titan[*])은 아래 목록과 같다. 전통적인 그리스 신화 용어를 따르자면, 이들 중 6명의 남신들을 통칭하여 티타네스(Τιτᾶνες Titanes[*])라고 하고 6명의 여신들을 통칭하여 티타니데스(Τιτᾶνίδες Titanides[*])라고 한다. 헤시오도스는 이들을 나열하면서 크로노스에 관해 "가이아의 자녀들 중 교활하며, 막내이며, 가장 무시무시한 자식으로, 그는 자신의 '탐욕스러운 아비'를 싫어하였다(the wily, youngest and most terrible of her children, and he hated his lusty sire)"라고 한다.
1. 오케아노스(Ὠκεανός Ōkeanós[*]) - 티타네스 (남신)
2. 코이오스(Κοῖος Koios[*]) - 티타네스 (남신)
3. 크리오스(κρῑός Krios[*]) - 티타네스 (남신)
4. 히페리온(Ὑπερίων Hyperion[*]) - 티타네스 (남신)
5. 이아페토스(Ἰαπετός Iapetos[*]) - 티타네스 (남신)
6. 테이아(Θεία Theia[*]) - 티타니데스 (여신)
7. 레아(Ῥέα Rhea[*]) - 티타니데스 (여신)
8. 테미스(θέμις Themis[*]) - 티타니데스 (여신)
9. 므네모시네(Mνημοσύνη Mnemosyne[*]) - 티타니데스 (여신)
10. 포이베(φοίβη Phoibe[*]) - 티타니데스 (여신)
11. 테티스(Τηθύς Thetys[*]) - 티타니데스 (여신)
12. 크로노스(Κρόνος Krónos[*]) - 티타네스 (남신)

한편, 헤시오도스는 《신들의 계보》에서 이들 12자녀, 그 가운데 특히 남신을 '티탄(Titans)'이라고 부른 이유를 기술하는데, 이 명칭은 우라노스가 나중에 폐위된 후 자신의 아들들 즉 티타네스들을 비난하여 부른 이름이다.
 But these sons whom be begot himself great Heaven used to call Titans (Strainers) in reproach, for he said that they strained and did presumptuously a fearful deed, and that vengeance for it would come afterwards.

 
그러나 '거신 우라노스(거대한 하늘)'는 [크로노스에 의해 거세되어 폐위당한 후] 자신의 자식들인 이 아들들을 비난하는 어투로 티탄(세게 잡아당기는 자)이라 부르곤 했는데, 이들은 주제넘게도 두려운 행위[즉, 우라노스 자신을 폐위시키는 행위]를 세게 잡아당겨서 행하였고 이 행위에 대한 앙갚음이 나중에 올 것이기 때문이라고[즉, 행위에 대한 앙갚음을 세게 잡아당기게 될 것이기 때문이라고] 말하였다.
 — 《신들의 계보》 207-210행. 영문본 & 한글본 편집자 번역

#### 크로노스의 형제: 3명의 키클롭스
12명의 티탄 다음에 태어난, 하나의 눈을 가진 거신(巨神)들인 키클롭스(Κύκλωψ Kuklōps[*]) 삼형제의 이름과 순서는 아래 목록과 같다. 이 목록에서의 각각의 이름에 대한 설명은 영문본 번역자의 주석에 따른 것이다. 헤시오도스는 이 목록을 제공하면서 나중에 이들이 "제우스에게 천둥을 주고 번개를 만들어 주었다(gave Zeus the thunder and made the thunderbolt)"고 말하고 있다. 즉, 제우스를 상징하는 무기인 천둥과 번개는 키클롭스들이 준 것 또는 만들어 준 것으로, 《신들의 계보》 492~506행에 따르면, 이 때는 제우스가 아버지 크로노스가 삼킨 다섯 형제자매들을 구한 날과 같은 날로, 10년간의 티타노마키아가 시작된 날이다. 이에 비해 슈도-아폴로도로스의 《비블리오테케》 1.2.1절에 따르면, 이 때는 10년간의 티타노마키아의 마지막 날이다.
1. 브론테스(Βρόντης Brontes[*]): 천둥을 일으키는 자(Thunderer)
2. 스테로페스(Στερόπης Steropes[*]): 번개를 일으키는 자(Lightener)
3. 아르게스(Ἄργης Arges[*]): 선명한 자 혹은 선명하게 빛나는 자(Vivid One)

참고: 키클롭스 3형제의 이름의 의미

헤시오도스의 《신들의 계보》 492~506행에 따르면, 키클롭스가 제우스에게 천둥을 주고 번개를 만들어 준 때는 티타노마키아가 시작되는 날로, 크로노스가 다시 타르타로스로 감금한 키클롭스 삼형제를 구출한 날이다. 이에 비해, 《신들의 계보》 664~670행에 따르면, 크로노스가 다시 타르타로스로 감금한 헤카톤케이레스 삼형제를 제우스가 구출한 날은 티타노마키아의 마지막 날이다. 《신들의 계보》 664~670행에 따르면, 헤카톤케이레스 삼형제를 구출한 바로 이 날 최후의 결전이 일어나 티탄들이 올림포스 신들에게 패배하게 된다. 헤시오도스는 《신들의 계보》 687~712행에서 이 최후의 결전에서의 제우스의 활약을 묘사하고 있는데, 그는 이 최후의 결전에서 "제우스는 더 이상 자신의 힘을 억제하지 않았다 혹은 비밀로 하지 않았다(Zeus no longer held back his might)"라고 말하고 있다. 즉, 10년간 계속된 티타노마키아의 마지막 날 이전까지는 제우스에게는 비록 '천둥(브론테스, Brontes)'과 '번개(스테로페스, Steropes)'라는 무기가 있었지만 그것의 완전한 힘을 사용할 수 있는 상태가 되지 못하였다. 10년간의 고된 수행과 노력 끝에 비로소 제우스는 천둥과 번개를 완전히 획득한 상태가 되었다. 말하자면, 《신들의 계보》에 따를 때, 키클롭스 삼형제의 구출은 제우스가 천둥과 번개의 힘을 사용하기 시작하게 된 것을 상징하고 헤카톤케이레스 삼형제의 구출은 제우스가 천둥과 번개를 힘을 완전히 사용할 수 있게 된 것을 상징한다. 천둥과 번개라는 무기의 힘을 완전히 사용할 수 있게 됨으로써 제우스는 비로소 티탄들을 제압하여 10년간을 팽팽하게 끌어오던 전쟁을 종결지을 수 있었으며 모든 신들과 인간들 위에 군림하는 신위를 가지게 된다. 즉, 참으로 '모든 신들과 인간들의 왕'이 된다. 즉, '사자후의 포효(천둥, 즉, 브론테스, Brontes) 혹은 드래곤의 피어(천둥)'로 싸우지 않고 제압하고, 싸우게 되면 먼저 천둥으로 얼어붙게 만들고 이어서 '최강의 무기(번개, 즉, 스테로페스, Steropes) 혹은 최강의 마법(헬파이어 즉 번개)'으로 제압하여, 모든 신들과 인간들 위에서 '선명히 빛나게(아르게스, Arges)' 된다. 다시 《신들의 계보》 687~712행 따르면, 제우스가 천둥과 번개의 완전한 힘을 사용하여 티탄들을 제압하는 티타노마키아의 마지막 그 날, 하늘과 땅과 바다, 즉 온 우주가 진동하였고 그 진동이 카오스에게까지 들렸다.

#### 크로노스의 형제: 3명의 헤카톤케이레스
3명의 키클롭스 다음에 태어난, 백수거신(百手巨神, Hundred-handed) 헤카톤케이레스(Ἑκατόγχειρες Hekatonkheires[*]) 삼형제의 이름과 순서는 아래 목록과 같다. 헤시오도스는 이 목록을 제공하면서 이들의 모습과 힘을 기술하고 있는데, 헤카톤케이레스(百手巨神, Hundred-handed)라는 통칭이 의미하듯이 모두 어깨로부터 100개의 팔이 나와 있으며 이뿐만 아니라 어깨 위에 50개의 머리가 있다. 이들의 신체는 아주 거대하며 팔다리는 그 각각이 매우 강력한 힘을 가졌는데, 거대한 신체를 바탕으로 발휘되는 100개의 팔의 그 강력한 힘은 "[그 누구도] 막을 수 없는 것(irresistible)"이라고 말하고 있다. 《신들의 계보》 713~720행에 티타노마키아의 최후의 결전의 날에 있었던 헤카톤케이레스의 활약이 기술되어 있는데, 이들 삼형제의 총 300개의 팔에서 총 300개의 바위가 겹겹이, 영문 번역자의 표현에 따르면, "미사일(missiles)"처럼 날라가 티탄들을 제압하였다.
1. 코토스(Κόττος Cottos[*])
2. 브리아레오스(Βριάρεως Briareos[*])
3. 기에스(Γύης Gyes[*])

#### 우라노스의 악행
우라노스는 자신의 자녀들 중 키클롭스 삼형제와 헤카톤케이레스 삼형제를 처음부터 싫어하여서 태어나는 대로 타르타로스에 감금하는 악행을 행하였으며, 또한 이들을 감금한 것을 크게 기뻐하였다. 반면 12명의 티탄들은 감금하거나 하지 않았다.
우라노스가 처음부터 키클롭스 삼형제와 헤카톤케이레스 삼형제를 싫어했다는 진술은 《신들의 계보》에 나오지만 왜 유독 이들을 싫어했는지에 대해서는 《신들의 계보》에 설명되어 있지 않다. 다만 "이들(즉, 키클롭스 삼형제와 헤카톤케이레스 삼형제)은 가장 '무시무시(terrible)'하였고 [즉, 모든 신들 중에서 가장 무시무시한 힘을 가졌고], '그리고(and, 그래서?)' 그들은 처음부터 자신들의 아버지의 미움을 받았다(these were the most terrible, and they were hated by their own father from the first)"라고 되어 있어 문맥상 그 이유를 일정 정도 추정할 수 있게 한다.
한편, 후에 크로노스가 이들을 구출한 후 다시 타르타로스에 감금하고 그런 후 제우스가 키클롭스 삼형제와 헤카톤케이레스 삼형제를 다시 구출하는데, 이들을 재구출하는 대목에서 헤시오도스는 크로노스가 이들을 다시 감금한 이유를 진술하고 있다. 헤시오도스의 진술에 따르면, 크로노스가 키클롭스 삼형제와 헤카톤케이레스 삼형제를 다시 감금한 이유가 서로 다르다.
키클롭스 삼형제에 대해서는 "그리고 그(즉 제우스)는 자신의 아버지(즉 크로노스)가 어리석어서 감금하였던, 자신의 아버지의 형제들 즉 우라노스(하늘)의 아들들(즉 키클롭스 삼형제)을 그들의 지독한 속박으로부터 자유롭게 하였다(And he set free from their deadly bonds the brothers of his father, sons of Heaven whom his father in his foolishness had bound)"라고 말함으로써, 키클롭스 삼형제를 재감금하게 된 것이 키클롭스 삼형제에게 원인이 있다기 보다는 크로노스에게 원인이 있다고 말하고 있다. 즉, 크로노스의 어리석음, 달리 말하면, 크로노스의 지혜의 부족이 그 원인이라고 말하고 있다.
이에 비해 헤카톤케이레스 삼형제를 재감금하게 된 이유는 이들이 "너무 뛰어나게 남자답고 잘생겼으며 신체가 거대하여서(exceeding manhood and comeliness and great size)" 크로노스가 이것을 질투했기 때문이라고 말하고 있다.
한편, 현대의 그리스 신화 관련 자료들 일부에서는 키클롭스 삼형제와 헤카톤케이레스 삼형제가 "추악하고 끔찍하게(terrible)" 혹은 "흉측하게(terrible)" 생겨서 타르타로스에 감금된 것이라고 말하기도 하는데, 이것은 근거가 없는 주장이다. 최소한 그리스 신화의 신들의 관점과 헤시오도스의 관점에서 볼 때, 감금한 자가 어리석었거나 혹은 감금된 자가 오히려 너무 잘났기 때문에 이에 대한 시기와 질투로 인해 감금된 것이다.

### 가이아의 슬픔과 우라노스의 거세

#### 크로노스가 우라노스를 거세함

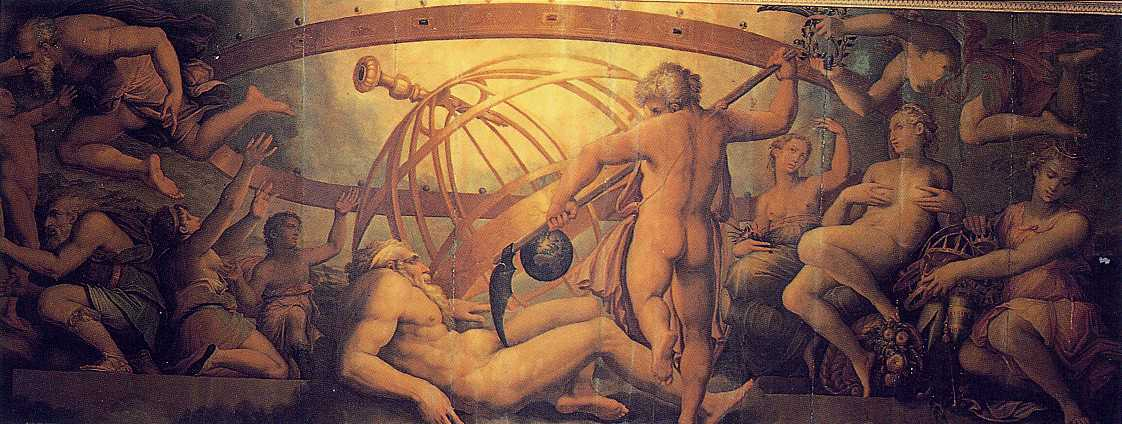
아버지 우라노스를 거세하는 크로노스, 조르지오 바사리(16세기)

우라노스가 키클롭스 삼형제와 헤카톤케이레스 삼형제를 타르타로스에 감금하자 가이아는 큰 슬픔과 고통으로 신음하였다. 그리하여 그녀는 우라노스를 응징하고 이들을 구출하고자 마음 먹고 계획을 세운다. 그 계획에 따라 "회색 부싯돌 물질을 만들고 [이 물질을 재료로 하여] 거대한 낫을 만든(made the element of grey flint and shaped a great sickle)" 후, 감금되지 않은 아들들, 즉 티타네스들에게 자신의 계획을 말하였다.
 My children, gotten of a sinful father, if you will obey me, we should punish the vile outrage of your father; for he first thought of doing shameful things.

 
죄악을 범한 아버지의 자식들인 나의 아이들아, 나의 말에 따라준다면 너희들 아버지의 절대로 용납할 수 없는 잔인무도함을 벌할 수 있을 것이다. [이런 잔인무도한 악행을 저지른 것은] 너희들의 아버지가 수치스러운 것들을 우선하여 생각하였기 때문이다 [즉, 자식에 대한 사랑이 아니라 자신의 권좌를 유지하는 것에만 염두에 둘 뿐이었으며 너희들에게도 그렇게 할 수도 있다].
 — 《신들의 계보》 163~166행. 영문본 & 한글본 편집자 번역
하지만, 이 말을 들었을 때 티타네스들은 두려움에 휩싸였고 아무도 말이 없었다. 그러던 중 마침내, 모든 티탄 가운데 가장 어렸던 크로노스가 결심하고 용기를 내어서 말하였다.
 Mother, I will undertake to do this deed, for I reverence not our father of evil name, for he first thought of doing shameful things.

 
어머니, 제가 그 일을 하겠습니다. 저는 사악한 명성을 가지게 된 아버지를 존경하지 않으며 아버지는 수치스러운 것들을 우선하여 생각하기 때문입니다.
 — 《신들의 계보》 167~170행. 영문본 & 한글본 편집자 번역
이에 가이아는 크게 기뻐하였고, 크로노스에게 자세히 방법을 말하였다. 가이아의 계획에 따라, 크로노스는 날이 삐쭉삐쭉 선 거대한 낫을 들고 매복하였고, 우라노스가 섹스하고자 가이아에게 접근하여 몸을 누일 때 크로노스는 '회색 부싯돌 물질'로 만든 거대한 낫으로 우라노스의 "일부(members)"를 잘랐다.
한편, 이 낫의 구성물질에 대해서 《신들의 계보》에서는 '회색 부싯돌 물질(element of grey flint)'이라고 말하고 있을 뿐이지만, 슈도-아폴로도로스는 《비블리오테케》 1.1.4절에서 아다만틴(adamantine)으로 만들어진 것이라고 전하고 있는데, 아다만틴은 여러 전설과 신화에서 종종 언급되곤 하는 매우 단단한 물질이다. 그리고 헤시오도스는 "그의 아버지의 일부를 잘랐다(lopped off his own father's members)"라고 완곡히 표현하고 있지만 슈도-아폴로도로스는 "그의 아버지의 생식기를 잘랐다(cut off his father's genitals)"라고 기술하여 무엇을 잘랐는지에 대해 오해의 소지가 없는 분명한 표현을 사용하고 있다.

#### 거세의 여파: 에리니에스·기간테스·멜리아이의 탄생

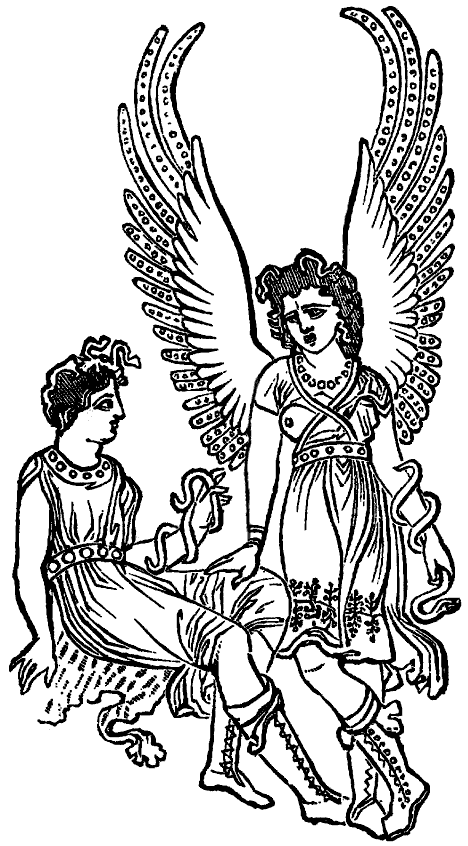
에리니에스 가운데 2명: 고대 화병에 그려진 그림을 19세기의 책에서 복제한 것

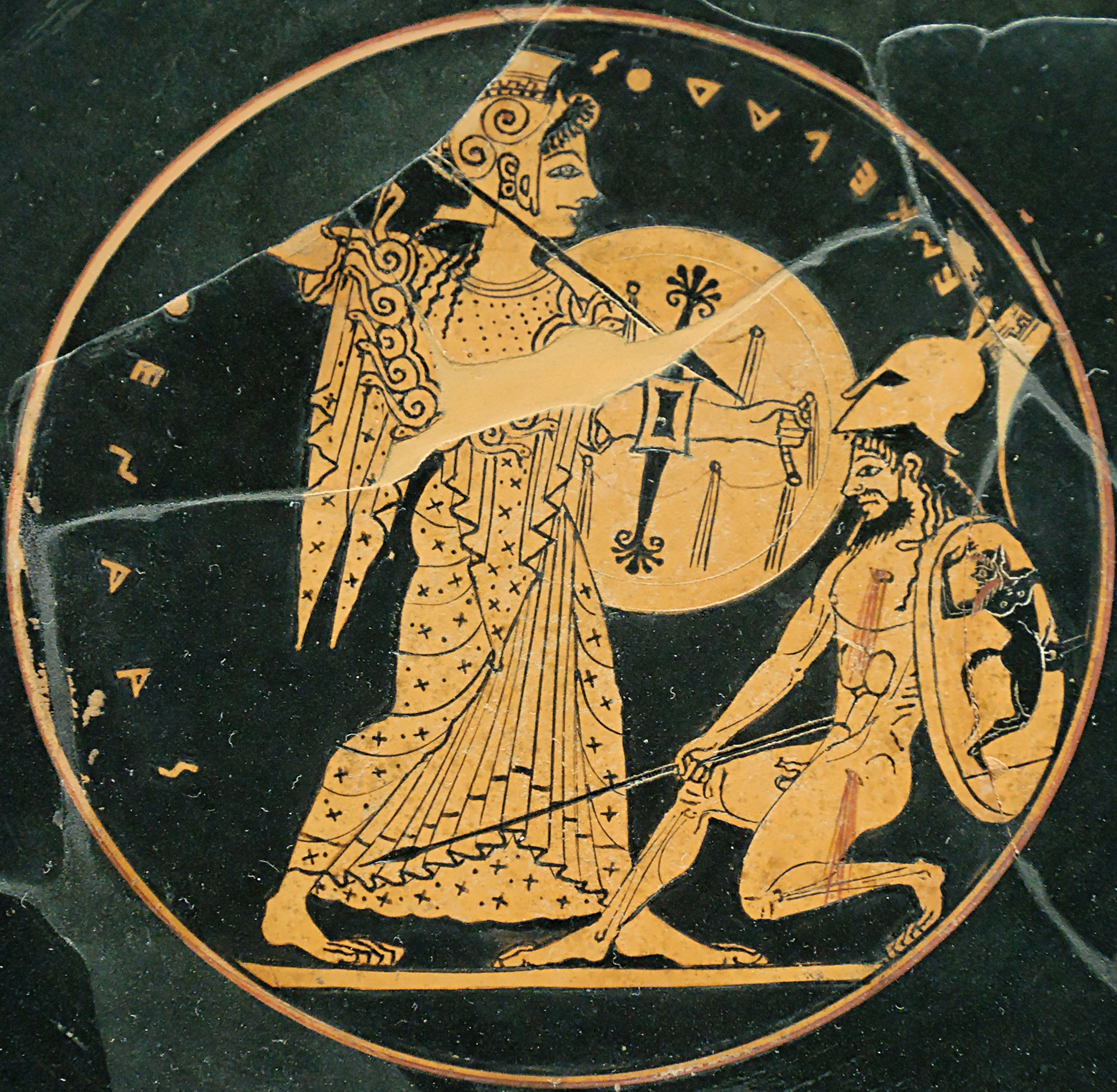
기간테스 가운데 하나인 엔켈라도스(Enkelados)를 격퇴하는 아테나: 손잡이가 있는, 붉은 그림식의 아티카 접시의 안쪽에 있는 그림. 기원전 525년경, 루브르 박물관

《신들의 계보》에 따르면, 크로노스가 우라노스의 "일부(members)"를 잘라낸 게 단순히 거기서 그치는 게 아니라 여파를 낳았다.
크로노스가 우라노스의 "일부(members)"를 잘라낼 때 우라노스로부터 쏟아져 나온 "핏방울들(bloody drops)"을 가이아(땅)가 "받았으며(received)", 계절이 지난 후 가이아는 아래 목록의 여신들과 남신들을 "낳았다(bare)". 목록에 있는 설명은 헤시오도스에 따른 것이다. 각 목록은 모두 복수(複數)의 남신 또는 여신들로 이루어진 그룹을 지칭한다. 즉, 최종적으로는 땅(가이아)에서 태어났지만, 피(blood)가 씨앗이 된 것이 아니라 핏방울(bloody drops) 각각 씨앗이 되었기 때문에 그냥 한 명이 태어난 게 아니라 다수가 태어났다.
1. 에리니에스(고대 그리스어: Ἐρῑνύες Erinyes[*], 영어: Erinyes 또는 Furies): 강한 에리니에스(strong Erinyes)
2. 기간테스(고대 그리스어: Γίγαντες Gigantes[*], 영어: Giants): 빛나는 갑옷을 입고 긴 창을 손에 들고 있는 거대한 기간테스(great Giants)
3. 멜리아이(고대 그리스어: Μελίαι Meliai[*], 영어: Meliae): 끝없는 땅(가이아)의 어디에나 있는, 멜리아이라고 불리는 님프들(Nymphs)

《신들의 계보》에서는 "강한 에리니에스(strong Erinyes)"라고 기술되어 있을 뿐 이 책의 다른 부분 어디에도 아무런 설명이 없을 뿐 아니라 이 이름이 다시 언급되지도 않는데, 그리스 신화 일반에서 에리니에스는 복수(復讐)의 세 여신들인 알렉토(고대 그리스어: Ἀληκτώ Alekto[*]) · 티시포네(고대 그리스어: Τισιφόνη Tisiphone[*]) · 메가이라(고대 그리스어: Μέγαιρα Megaira[*])를 말한다. 예를 들어, 슈도-아폴로도로스의 《비블리오테케》 1.1.4절에서는 우라노스가 거세될 때 "흘러내린 피의 방울들(drops of the flowing blood)"로부터 에리니에스가 태어났다고 말하면서 이들 세 여신의 이름을 나열하고 있다. 한편 우라노스의 핏방울들로부터 "복수(復讐)의 여신들"이 생겨났다는 것은 당연히 복수의 여신들의 기원에 대한 이야기이지만, 그리스 신화 자체 내의 문맥에서는 크로노스를 비롯한 티탄들과 티탄의 후손들이 나중에 복수를 당할 것이라는 것임을, 즉 우라노스처럼 이들도 올림포스 신들에 의해 높은 지위로부터 내쫓기게 될 것임을 시사한다.
기간테스는 거신(巨神)들의 그룹 즉 거대한 신체를 가진 신들의 그룹을 말하는데, 이들이 남신의 그룹인지 여신의 그룹인지 혹은 남신과 여신이 섞인 그룹인지는 명확치 않다. 그리고 기간테스는 역시 거신들인 키클롭스 삼형제와 헤카톤케이레스 삼형제와는 구별할 필요가 있다. 후자의 여섯 남신들은 하늘(우라노스)과 땅(가이아)의 정상적인 결합에 의해 태어난 거신들이고 기간테스는 이들과는 다른 형태의 비정상적인 혹은 비일반적인 결합에 의해 태어난 거신들이다. 다시 명확히 구분하자면, 후자의 여섯 남신들은 우라노스(하늘)의 정자에 의해 임신된 것이고 전자의 기간테스는 우라노스의 피에 의해 임신된 것이다.
멜리아이는, 영문본 번역자의 주석에 따르면, 물푸레나무(ash-tree)의 님프들이며, 이에 비해 드리아데스(Δρυάδες, Dryads)는 참나무(oak-tree)의 님프들이다. 물푸레나무속의 학명은 프락시너스(Fraxinus)인데, 이 나무는 세계 도처에 분포한다.

#### 거세의 여파: 아프로디테의 탄생

〈비너스의 탄생〉 (1486년경), 산드로 보티첼리

《신들의 계보》에 따르면 크라노스는 우라노스(하늘)의 "일부(members)"를 잘라낸 후 그것을 바다에 던졌다. 바다에 떨어진 그 "일부(members)"는 우라노스라는 불멸의 신의 일부였기 때문에 불멸의 성질을 띠었는데, 그것으로부터 미와 사랑의 여신인 아프로디테(로마신화의 베누스, 흔히 비너스)가 탄생하였고, 다 자란 아프로디테가 최종적으로 키프로스에서 "경이롭게 아름다운 여신으로 [세상에] 출현하였다(came forth an awful and lovely goddess)"고 기술하고 있다. 그리고 아프로디테라는 이름의 뜻과 이 여신의 다른 이름들에 대해서도 언급하고 있다. 헤시오도스는 아프로디테(Ἀφροδίτη)라는 이름을 거품(foam)을 뜻하는 그리스어 아포로스(ἀφρός aphros[*])와 관련지어서, 아프로디테의 뜻을 '[하얀] 거품에서 태어난(foam-born)'과 '[하얀 거품이라는] 풍성한 관을 쓴(rich-crowned)'의 뜻으로 해석하고 있다.
 And so soon as he had cut off the members with flint and cast them from the land into the surging sea, they were swept away over the main a long time: and a white foam spread around them from the immortal flesh, and in it there grew a maiden. First she drew near holy Cythera, and from there, afterwards, she came to sea-girt Cyprus, and came forth an awful and lovely goddess, and grass grew up about her beneath her shapely feet. Her gods and men call Aphrodite, and the foam-born goddess and rich-crowned Cytherea, because she grew amid the foam, and Cytherea because she reached Cythera, and Cyprogenes because she was born in billowy Cyprus, and Philommedes because sprang from the members.

 
그리고 그가 (즉, 크로노스가) 그 '일부(members)'를 부싯돌[로 만든 낫]으로 잘라서 그것을 땅으로부터 '밀려드는 바다'로 내던져버리자, 그것은 즉시 파도에 휩쓸렸고 아주 긴 시간을 파도에 휩쓸려 떠다녔다: 그리고 [그 동안] '불멸의 육신의 일부였던 그것(them from the immortal flesh)' 둘레로 하얀 거품이 생겨났으며, 그리고 '그 안에서 한 아가씨가 자라났다(in it there grew a maiden)'. 처음에 이 아가씨는 신성(神聖)한 키테라섬(Cythera) 가까이로 갔으며, 거기를 떠나 나중에는 바다에 둘러싸인 키프로스(Cyprus)로 갔다. 그리고 [키프로스에서] '경이롭게 아름다운 여신으로 [세상에] 출현하였다(came forth an awful and lovely goddess)'. 그리고 그녀의 예쁜 발 밑에는 풀들이 [저절로] 자라나 그녀의 발을 받쳤다. 신들과 인간들은 이 여신을 아프로디테(Aphrodite)라고 부른다. 그리고 이 여신이 거품 가운데서 성장했기 때문에 '[하얀] 거품에서 태어난 여신이자 [하얀 거품이라는] 풍성한 관을 쓴 키테레이아(Cytherea)'라고도 부른다. 그리고 이 여신이 키테라섬에 닿았기 때문에 키테레이아(Cytherea)라고도 부른다. 그리고 이 여신이 물결이 크게 굽이치는 키프로스에서 태어났기 때문에 키프로게네스(Cyprogenes)라고도 부른다. 그리고 '일부(members)'로부터 휙하고 생겨났기 때문에 [즉, 다 성장한 모습으로 세상으로 출현했기 때문에] 필로메데스(Philommedes)라고도 부른다.
 — 《신들의 계보》 188~200행. 영문본 & 한글본 번역자 번역

### 크로노스의 가이아에 대한 배신 등에 대하여

#### 관련 개요
이상의 내용, 즉 태초에 카오스가 자연적으로 나타난 것에서부터 크로노스에 의한 우라노스의 거세와 그 여파에 대한 부분까지의 내용은 《신들의 계보》에서 134~210행까지에 해당한다. 그런데, 내용의 흐름으로 보자면 당연히 이 행위의 결말에 대한 언급이 있어야 하는데 그렇지가 않다. 즉, 우라노스가 거세당한 후 타르타로스에 감금되었는지 혹은 그냥 그 상태로 두었는지, 가이아의 계획에 따라 우라노스를 거세한 후 크로노스는 가이아가 본래 의도한 대로 키클롭스 삼형제와 헤카톤케이레스 삼형제를 타르타로스로부터 구출했는지, 우라노스의 핏방울로부터 태어난 거신들인 기간테스가 크로노스에게 위협적인 존재였는지 아닌지, 위협적인 존재였다면 어떻게 대응했는지 등에 대한 진술이 이어져야 하는데 이러한 진술들이 이어지지 않고 있다.
즉, 《신들의 계보》에서 134~210행 이후의 내용 전개를 살펴보면 다음 목록과 같다.
- 211~232행에서는 태초의 4가지 힘들인 카오스 · 가이아 · 타르타로스 · 에로스 중 카오스의 단성생식의 자녀들 가운데 하나인 밤의 여신 닉스의 후손들에 대하여 진술하고 있다.
- 이어지는 233~333행에서는 가이아의 단성생식의 자녀들 가운데 하나인 바다의 남신 폰토스의 후손들에 대하여 언급하고 있다.
- 다시 이어지는 334~452행에서는 가이아와 우라노스 간에 태어난 자녀들, 즉 티탄들의 후손들에 대하여 언급하고 있다.
- 다시 이어지는 453행부터는 티타네스인 크로노스와 티타니데스인 레아가 결혼하여 나중에 올림포스 신들의 주축이 될 자식들이 태어나는 것과 관련된 내용, 그 중에서도 특히 제우스의 탄생과 관련된 대한 내용이 기술되고 있다.

《신들의 계보》의 내용이 이렇게 전개되고 있기 때문에, 우라노스가 거세당한 후 타르타로스에 감금되었는지 아닌지, 크로노스가 가이아의 본래의 의도대로 키클롭스 삼형제와 헤카톤케이레스 삼형제를 구출하였는지 등의 내용에 대해서는 210행 이후의 내용, 특히 453행 이후의 내용에서 근거 혹은 단서를 찾아 결론을 내려야 하는 상황이다. 그리고 이것들에서도 언급이 없는 항목들은 슈도-아폴로도로스의 《비블리오테케》 등과 같은 다른 신화집이나 호메로스의 《일리아스》나 《오디세이아》등과 같은 관련 그리스 신화가 수록된 다른 원천문헌들에 근거하여 결론을 내리는 수 밖에 없다.

#### 우라노스가 타르타로스에 감금되었는가?
먼저, 우라노스가 거세당한 후 타르타로스에 감금되었는가 하는 사항에 대해서는 그렇지 않다는 것이 결론이다. 이것은 크로노스와 레아의 사이에 막내인 제우스가 태어날 즈음에 레아는 제우스가 크로노스에 의해 삼켜지는 것을 막기 위해 자신의 부모인 우라노스와 가이아에게 계책을 짜내달라고 요청하는 내용이 459~476행에 나오기 때문이다.
 These great Cronos swallowed as each came forth from the womb to his mother's knees with this intent, that no other of the proud sons of Heaven should hold the kingly office amongst the deathless gods. For he learned from Earth and starry Heaven that he was destined to be overcome by his own son, strong though he was, through the contriving of great Zeus. 

Therefore he kept no blind outlook, but watched and swallowed down his children: and unceasing grief seized Rhea. But when she was about to bear Zeus, the father of gods and men, then she besought her own dear parents, Earth and starry Heaven, to devise some plan with her that the birth of her dear child might be concealed, and that retribution might overtake great, crafty Cronos for his own father and also for the children whom he had swallowed down. And they readily heard and obeyed their dear daughter, and told her all that was destined to happen touching Cronos the king and his stout-hearted son.
 
거대한 크로노스는 자신의 자식들이 모태로부터 자신의 어머니(즉, 크로노스의 어머니, 즉 가이아, 즉 대지)의 슬하로 나올 때마다 [즉, 대지로 나올때 마다 = 출생할 때 마다] 자신의 자식들을 삼켰는데, 이것은 하늘(즉 우라노스)의 자랑스러운 자손들 가운데 [자신을 제외한] 그 어느 누구도 불멸의 신들 사이에서 왕의 지위를 가지지 못하게 하기 위한 것이었다. 왜냐하면 그는 대지(즉 가이아)와 별이 총총한 하늘(즉 우라노스)로부터 자신이 자신의 아들에 의해 패배당할 운명이라고 들었기 때문이었다. 비록 그가 강하지만 위대한 제우스가 어떻게든 그를 이기게 될 것이라고 들었기 때문이었다.

그렇기 때문에 그는 결코 관찰을 게을리 하지 않았으며 항상 주시하다가 자신의 자식들을 꿀꺽 삼켰다. 이로 인하여 레아는 끊임없는 커다란 슬픔과 비탄에 잠기게 되었다. 그러나 그녀가 '온갖 신들과 인간들의 아버지'인 제우스를 출산할 때가 되었을 때, 자신의 사랑스런 아이의 출생이 숨겨질 수 있도록 하기 위하여, 그리고 크로노스가 그 자신의 아버지(즉, 우라노스)[에게 반역했던 것에 대한 복수]를 위해서 그리고 또한 그가 삼킨 자녀들[에 대한 복수]를 위해서, 이 거대하고 교활한 크로노스에게 강력한 응징을 가할 수 있도록 하기 위하여 그녀(즉 레아)는 그녀의 사랑하는 부모들인 대지(즉 가이아)와 별이 총총한 하늘(즉 우라노스)에게 어떤 계책을 짜내 줄 것을 간청하였다. 그리고 그들은 자신들의 사랑하는 딸의 말을 기꺼이 들었으며 그녀의 말대로 하였으며, 그리고 왕이자 그의(즉 우라노스의) 용감한 아들인 크로노스와 관련하여 일어나기로 예정되어 있는 모든 것을 그녀에게 말해주었다.
 — 《신들의 계보》 459~476행. 영문본 & 한글본 편집자 번역

#### 크로노스는 키클롭스와 헤카톤케이레스를 구출하였는가?
다음으로, 가이아의 계획에 따라 우라노스를 거세한 후 크로노스는 가이아가 본래 의도한 대로 키클롭스 삼형제와 헤카톤케이레스 삼형제를 타르타로스로부터 구출했는가 하는 사항에 대해서는 그렇지 않다는 것이 결론이다. 크로노스는 일단 이들 여섯 동생들을 구출했지만 다시 이들을 타르타로스에 가두었다. 이렇게 결론내릴 수 있는 것은 《신들의 계보》의 617~643행에서는 헤카톤케이레스와 관련된 내용을 기술하고 있는데, 이들이 있어야 10년간 계속되고 있는 티타노마키아를 승리로 종결시킬 수 있다는 가이아의 조언에 따라 제우스를 비롯한 레아의 자녀들이 "이들(즉 헤카톤케이레스 삼형제)을 다시 구출했다(brought them up again to the light)"는 진술이 있기 때문이다. 참고로, 키클롭스 삼형제와 헤카톤케이레스 삼형제는 제우스를 포함한 여섯 형제자매의 삼촌들이다.
그리고 이 결론은 슈도-아폴로도로스의 《비블리오테케》에서는 명백하게 진술되어 있다. 《비블리오테케》의 1.1.4절에서는 크로노스가 우라노스를 거세하였고, 우라노스는 폐위되었으며, 티탄들이 타르타로스에서 이들 여섯 형 또는 오빠들을 구출했으며(참고로, 《신들의 계보》와는 달리 《비블리오테케》에서는 이들 여섯이 티탄들보다 먼저 태어난 것으로 나온다), 그리고 티탄들이 크로노스의 통치권을 인정했다는 것을 서술하고 있다. 그리고 곧이어 1.1.5절에서 "그러나 그는(즉 크로노스는) 다시 그들을(즉 키클롭스 삼형제와 헤카톤케이레스 삼형제를) 타르타로스에 감금하였다(But he again bound and shut them up in Tartarus)"라고 서술하고 있다.
즉, 크로노스는 가이아가 본래 의도한 대로 키클롭스 삼형제와 헤카톤케이레스 삼형제를 타르타로스에서 구출하기는 하였지만 그것은 잠시였고, 다시 이들을 타르타로스에 감금함으로써 가이아를 배신하였다. 그리고, 앞의 "우라노스의 악행" 단락에서 언급한 내용이지만 다시 언급하자면, 키클롭스 삼형제는 크로노스의 어리석음, 즉 지혜의 부족이 이들을 재감금하게 된 원인이었고, 헤카톤케이레스 삼형제는 이들이 "너무 뛰어나게 남자답고 잘생겼으며 신체가 거대하여서(exceeding manhood and comeliness and great size)" 크로노스가 이것을 질투했기 때문이다.

#### 기간테스는 크로노스에게 위협이 되었는가?
다음으로, 우라노스의 핏방울들로부터 태어난 거신들인 기간테스가 크로노스에게 위협적인 존재였는지 아닌지, 위협적인 존재였다면 어떻게 대응했는지에 대해서는, 《신들의 계보》에서는 기간테스가 우라노스의 핏방울들로부터 태어난 거신들이라는 언급외에는 기간테스에 대한 다른 진술이 없기 때문에 '알 수 없다'는 것이 결론이다.
하지만, 《비블리오테케》의 1.6.1~1.6.3절에는 기간테스에 대하여 그리고 기간테스와 올림포스 신들과의 전쟁인 기간토마키아에 대하여 기술하고 있는데, 이에 의거하여 결론을 내린다면 위협적인 존재가 아니라는 것이 결론이다. 그 이유는 기간테스가 크로노스를 비롯한 티탄들이 올림포스 신들에 의해 타르타로스에 감금된 후에 태어났기 때문이다. 즉, 위협이 되려고 해도 될 수가 없는 상황이었기 때문이다.
《비블리오테케》의 1.6.1에 따르면, 비록 우라노스가 거세당할 때 흘린 핏방울을 씨앗으로 기간테스를 임신하였지만, 가이아는 티탄들이 타르타로스에 감금당한 후 기간테스를 출산하였다. 더 정확히 말하면, 티타노마키아에서 패배한 티탄들이 올림포스 신들에 의해 타르타로스에 감금되자 가이아가 이에 분노하여 올림포스 신들에게 복수하기 위하여 기간테스를 출산하였고, 이러한 이유로 기간테스와 올림포스 신들과의 전쟁인 기간토마키아가 일어나게 되었다. 말하자면, 가이아는 출산 시기를 마음대로 조정할 능력이 있었으며, 티탄들이 지상에서 활동하는 동안에는 기간테스가 태어나지도 않은 상태였다.
앞에서 언급한 내용이지만 다시 언급하자면, 크라노스가 우라노스의 "일부(members)"를 잘라낼 때 우라노스로부터 쏟아져 나온 "핏방울들(bloody drops)"을 가이아(땅)가 "받았으며(received)", 계절들이 지난 후에, 가이아는 에리니에스와 기간테스와 멜리아이를 낳았다. 《비블리오테케》에 따를 때, 기간테스의 경우 "계절들이 지난 후(as the seasons moved round)"란 티탄들이 10년간의 티타노마키아에서 패배하여 타르타로스에 감금된 후이다. 따라서 기간테스는 최소 10년간을 임신 상태로 있었다. 즉, 땅(가이아) 속에 씨앗 혹은 태아의 상태로 있었다. 또한 제우스는 크로노스와 레아의 사이에 태어난 여섯 자녀들 중 막내인데, 크로노스와 레아는 우라노스의 거세와 폐위 후에 혼인하였으며 또한 제우스가 다 성장해서야 비로소 티타노마키아가 시작되었다. 그러므로, 먼저 태어난 다섯 자녀들의 출산에 걸리는 시간을 각각 1년으로 가정하고 제우스의 20세에 티타노마키아가 시작되었다고 가정할 때, 기간테스는 최소 35년을 땅(가이아) 속에 씨앗 혹은 태아의 상태로 있었던 것이 되고, 이 기간은 또한 크로노스의 재위 기간이기도 하다. 즉 그는 처음의 25년간은 별다른 도전을 받는 일 없이 통치하였지만, 그 동안 쌓은 악행(즉 가족의 파괴)이 원인이 되어 뒤의 10년간은 자신의 자식들이 주축이 된 올림포스 신들과 전쟁하면서 힘겹게(?) 보내야 했다.

### 크로노스와 레아의 자녀들과 크로노스의 악행
우라노스가 거세되고 폐위된 후, 레아는 크로노스의 아내가 되었고 레아와 크로노스 사이에는 막내인 제우스가 태어나기 전에 헤스티아 · 데메테르 · 헤라 · 하데스 · 포세이돈의 총 5명의 자녀들이 태어났다. 그런데 크로노스는 이들 5명이 태어날 때마다 꿀꺽 삼키는 악행을 행하였는데, 이것은 자신의 아버지와 어머니인 우라노스와 가이아로부터 자신도 아버지 우라노스처럼 자신의 자식에게 폐위당할 것이라는 예언을 들었고 이 예언이 실현되는 것을 미리 막기 위해서였다.
헤시오도스는 《신들의 계보》에서 크로노스와 레아의 자녀에 대해 다음과 같이 말하고 있다. 아래 인용문에서 '대지를 흔드는 자(Earth-Shaker)'는 포세이돈의 여러 다른 이름들 가운데 하나이다.
 But Rhea was subject in love to Cronos and bare splendid children, Hestia, Demeter, and gold-shod Hera and strong Hades, pitiless in heart, who dwells under the earth, and the loud-crashing Earth-Shaker, and wise Zeus, father of gods and men, by whose thunder the wide earth is shaken. 

These great Cronos swallowed as each came forth from the womb to his mother's knees with this intent, that no other of the proud sons of Heaven should hold the kingly office amongst the deathless gods. For he learned from Earth and starry Heaven that he was destined to be overcome by his own son, strong though he was, through the contriving of great Zeus. 

Therefore he kept no blind outlook, but watched and swallowed down his children: and unceasing grief seized Rhea.
 
그러나 레아는 크로노스와 사랑에 빠졌고 정말 멋진 자녀들을 낳았다. 헤스티아, 데메테르, 황금 신발을 신은 헤라를 낳았다. 그리고 강인한 하데스를 낳았는데, 그는 가슴에 인정사정이 없으며 대지 아래에 거주한다. 그리고 엄청난 굉음을 일으키면서 대지를 흔드는 자를 낳았다. 그리고 지혜로운 제우스를 낳았는데, 그는 '모든 신들과 인간들의 아버지(father of gods and men)'로, 그의 천둥은 광활한 대지를 뒤흔든다.

거대한 크로노스는 자신의 자식들이 모태로부터 자신의 어머니(즉, 크로노스의 어머니, 즉 가이아, 즉 대지)의 슬하로 나올 때마다 [즉, 대지로 나올때 마다 = 출생할 때 마다] 자신의 자식들을 삼켰는데, 이것은 하늘(즉 우라노스)의 자랑스러운 자손들 가운데 [자신을 제외한] 그 어느 누구도 불멸의 신들 사이에서 왕의 지위를 가지지 못하게 하기 위한 것이었다. 왜냐하면 그는 대지(즉 가이아)와 별이 총총한 하늘(즉 우라노스)로부터 자신이 자신의 아들에 의해 패배당할 운명이라고 들었기 때문이었다. 비록 그가 강하지만 위대한 제우스가 어떻게든 그를 이기게 될 것이라고 들었기 때문이었다.

그렇기 때문에 그는 결코 관찰을 게을리 하지 않았으며 항상 주시하다가 자신의 자식들을 꿀꺽 삼켰다. 이로 인하여 레아는 끊임없는 커다란 슬픔과 비탄에 잠기게 되었다.
 — 《신들의 계보》 453~467행. 영문본 & 한글본 편집자 번역

### 레아의 슬픔과 제우스의 탄생

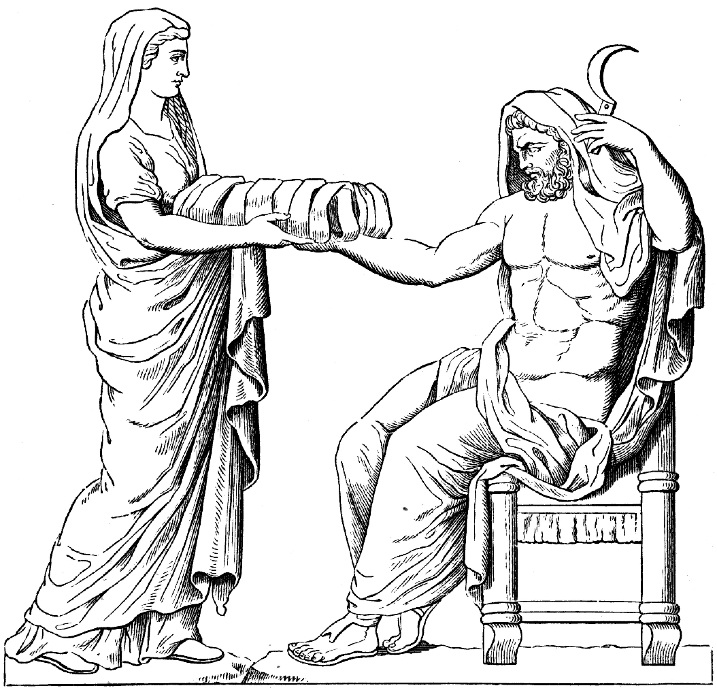
커다란 돌덩이를 강보에 싸서 크로노스에게 건네는 레아

자신이 낳은 헤스티아 · 데메테르 · 헤라 · 하데스 · 포세이돈의 5명의 자녀들이 태어나자마자 크로노스에게 삼켜지는 것을 보고 큰 슬픔에 빠졌던 레아는 여섯 번째 아이이자 막내인 제우스가 태어날 즈음에는 부모인 우라노스와 가이아에게 도움을 청하였다.
가이아의 계책에 따라 레아는 크레타섬의 도시인 릭토스(고대 그리스어: Λύκτον Lyctus[*])로 갔고 크레타섬의 어느 곳에서 제우스를 출산하였다. 그러자 가이아는 제우스를 받아서 [크로노스가 알아차리지 못하도록 하기 위해] 칠흑같은 밤(즉, 닉스)을 통해 재빨리 먼저 릭토스로 갔다. 그런 후 다시 제우스를 안고 숲이 우거진 아이가이온 산(고대 그리스어: Αἰγαίῳ Aigaio[*], 영어: Mount Aegeum)의 은밀한 장소 아래에 있는 한 외진 동굴로 가서 그곳에 제우스를 숨겼다. 한편 레아는 커다란 돌덩이를 강보에 싸서 크로노스에게 건네고, 크로노스는 이것을 삼켰다.
위에 기술된 바와 같이 아이가이온 산의 한 동굴은 제우스가 탄생한 후 숨겨진 장소로, 문맥상 제우스가 양육된 장소로 해석될 수 있는 여지를 준다. 또한, 위에 기술된 바와 같이 헤시오도스는 제우스의 정확한 탄생지에 대하여도 말하고 있지 않은데, 그는 제우스의 탄생의 순간과 관련된 언급으로, "넓은 크레타섬에서 광대한 가이아(땅)는 그를 (즉 제우스를) 레아로부터 받아서, [그런 후] 젖을 먹이고 양육하였다(Him did vast Earth receive from Rhea in wide Crete to nourish and to bring up)"라고 말하고 있을 뿐이다. 즉, 크레타섬의 어딘가에서 탄생하였다고 진술하고 있을 뿐이다.
한편, 슈도-아폴로도로스의 《비블리오테케》 1.1.6절에 따르면, 레아는 크레타섬의 딕테 동굴(고대 그리스어: Δίκτη Dikte[*])에서 제우스를 낳았으며, 또한 제우스는 이 동굴에서 양육되었다. 또 다른 한편으로는, 디오도로스 시켈로스는 《비블리오테카 히스토리카》의 5.70절에서 제우스가 딕테 동굴에서 태어났다는 신화가 있다고 말하고 있으며, 그의 양육지는 크레타섬의 이다산(Mount Ida)이라고 말하고 있다.

### 제우스의 성장과 형제자매의 구출과 키클롭스의 재구출

#### 제우스의 성장과 형제자매의 구출
레아와 그녀의 부모 우라노스와 가이아의 계책에 의해, 아버지 크로노스에게 삼켜지지 않고 살아남은 제우스는 빠르게 성장하였다.
그리고, 《신들의 계보》에 따르면, 시간이 흘러가, "교활한 거신 크로노스는 가이아의 깊은 암시에 의해 최면이 걸려서(great Cronos the wily  was beguiled by the deep suggestions of Earth)" [제우스를 알아보지 못하고] 그가 제우스를 양육하게 되었으며, 이렇게 하여 성장한 제우스의 기예와 힘에 의해 마침내 크로노스는 완파를 당하였고 자식들과 돌덩이를 토해내었다. 크로노스가 삼켰던 순서와는 반대로, 돌덩이가 가장 먼저 나왔으며, 제우스의 형제자매들이 삼킨 순서의 역순으로 차례대로 나왔다.
또한 《신들의 계보》에 따르면, 제우스는 크로노스가 토해낸 돌덩이를 파르나소스 산의 협곡 아래에 있는 상당한 규모의 "피토(Pytho: 델포이의 옛 이름)"의 "넓은 길이 있는 땅(wide-pathed earth: 즉 가이아)" 속에 그 돌덩이를 단단히 고정시켜 세워두었는데, 이것은 제우스의 성장과 형제자매들을 구해낸 이 활약을 나타내는 "[성장과 극복의] 징표(sign)"가 되었으며 필멸의 인간들에게는 하나의 "경이(marvel)"가 되었다.
한편, 슈도-아폴로도로스의 《비블리오테케》 1.2.1절에 따르면 삼킨 돌덩이와 자식들을 토해내게 된 원인이 《신들의 계보》의 설명과는 다른데, 제우스는 지혜의 여신인 메티스에게 도움을 받아 크로노스에게 구토를 일으키는 약을 먹이는 데에 성공하여 그 결과 크로노스가 돌덩이와 자식들을 토해내었다.
다른 한편으로, 이 돌덩이는 후대의 그리스 신화와 종교 그리고 관련 문학 등에서 옴팔로스(ὀμφαλός Omphalos[*])와 동일시 되기도 한다 (이에 대한 자세한 내용은 "옴팔로스" 문서를 참조하시오).

#### 키클롭스의 재구출
《신들의 계보》 492~500행에서는 위의 문단에 기술된 바와 같이, 제우스가 크로노스가 삼킨 다섯 형제자매들을 구출하는 것과 내뱉은 돌덩이를 "[성장과 극복의] 징표(sign)"로 삼는 내용이 나온다. 그리고 이어서 501~506행에서는 제우스가 자신의 삼촌들인, 하나의 눈을 가진 거신들인 키클롭스 삼형제를 타르타로스에서 재구출하는 내용이 나온다. 그리고 이어지는 507~616행에서는 이아페티오니데스(Iapetionides) 즉 이아페토스와 클리메네의 자식들인 아틀라스 · 메노이티오스 · 프로메테우스 · 에피메테우스의 4형제에 대한 내용이 나온다. 그리고 이어지는 617~735행에서는 티탄들과 올림포스 신들의 전쟁인 티타노마키아에 대한 내용, 그 중에서도 특히 티타노마키아의 최후의 결전에 대한 내용이 나온다.
이와 같은 내용의 흐름에서 보듯이, 제우스가 다섯 형제자매들을 구출하고 키클롭스 삼형제를 재구출함으로써 크로노스가 이끄는 티탄들과 제우스가 이끄는 올림포스 신들의 전쟁인 10년간의 티타노마키아가 시작된다.
앞에서 기술된 내용들을 다시 정리 · 반복하면, 우라노스는 자신의 아들들인 키클롭스 삼형제를 헤카톤케이레스 삼형제와 함께 태어나자 마자 타르타로스에 감금하였는데, 이들의 형인 크로노스가 우라노스를 거세하고 폐위한 후 이들을 타르타로스에서 구출하였고, 그 후 크로노스는 다시 이들을 타르타로스에 감금하였다. 그 후 성장한 제우스가 자신의 삼촌이 되는 이들 여섯 명의 거신들 중에서 키클롭스 삼형제만을 다시 구출한 것이며, 다섯 형제자매들의 구출과 이들 삼형제의 재구출과 더불어 티타노마키아가 시작된다.
한편, 《신들의 계보》에는 헤카톤케이레스 삼형제를 재구출하는 내용도 나오는데(617~663행), 이 때는 티타노마키아의 마지막 날로, 이들이 재구출된 바로 그 날 티타노마키아의 최후의 결전이 벌어진다. 이와 같이 헤시오도스의 《신들의 계보》에서는 키클롭스 삼형제가 재구출된 날과 헤카톤케이레스 삼형제가 재구출된 날이 다른 것으로 기술되어 있는데, 슈도-아폴로도로스의 《비블리오테케》 1.2.1절에는 이들이 모두 티타노마키아의 마지막 날에 같이 재구출된 것으로 기술되어 있다. 말하자면, 후대로 가면서 이들의 재구출 시점이 다른 것에 당연한(?) 의문을 가지게 되었고 이들이 같은 날에 재구출되었다는 전승이 확립된 것이다.
제우스가 자신의 삼촌들인 키클롭스 삼형제를 구출하자, 앞의 "크로노스의 형제: 3명의 키클롭스" 단락에서 언급된 것처럼, 이들은 "제우스에게 천둥을 주고 번개를 만들어 주었다(gave Zeus the thunder and made the thunderbolt)". 즉, 티타노마키아의 시작 시점에서 제우스는 자신의 상징이 되는 천둥과 번개를 비로소 사용하기 시작하게 된다. 달리 말하면, 이 시점 이전까지는 천둥과 번개는 제우스의 무기가 아니었다. 또한 달리 말하면, 천둥과 번개의 힘을 가지게 되면서 비로소 제우스는 '모든 신들과 인간들의 왕'이 되기 시작할 수 있었다. 또한 달리 말하면, "[성장과 극복의] 징표(sign)"로서의 돌덩이는 천둥과 번개를 사용하기 시작하게 된 것을 상징한다.
《신들의 계보》 501~506행에서는 키클롭스 삼형제를 재구출하는 내용을 포함한 위의 내용을 다음과 같이 기술하고 있다.
 And he set free from their deadly bonds the brothers of his father, sons of Heaven whom his father in his foolishness had bound. And they remembered to be grateful to him for his kindness, and gave him thunder and the glowing thunderbolt and lightening: for before that, huge Earth had hidden these. In them he trusts and rules over mortals and immortals.

 
그리고 그(즉 제우스)는 자신의 아버지(즉 크로노스)가 어리석어서 감금하였던, 자신의 아버지의 형제들 즉 우라노스(하늘)의 아들들(즉 키클롭스 삼형제)을 그들의 지독한 속박으로부터 자유롭게 하였다. 그리고 그들(즉 키클롭스 삼형제)은 그의 친절함에 감사하는 것을 빠뜨리지 않았고 그에게 '천둥(thunder)'과 '빛나는 번개와 벼락(glowing thunderbolt and lightening)'을 주었다: 이 이전까지는 거대한 가이아(땅)가 이것들(즉 천둥과 번개)을 숨겨왔다. 이것들[의 힘]을 그(즉 제우스)는 믿으며 [이것들로 인해 제우스는 모든] 필멸자들과 불멸자들 위에 군림한다 [즉 모든 인간들과 신들의 왕이 된다].
 — 《신들의 계보》 501~506행. 영문본 & 한글본 편집자 번역

### 티타노마키아: 티탄들과 올림포스 신들의 전쟁

#### 티타노마키아의 전체적인 상황
형제자매들과 키클롭스를 구출하고 천둥과 번개의 힘을 얻은 후, 제우스와 그의 형제자매들은 패권을 차지하기 위해 크로노스와 전쟁을 하였고, 주변에 있던 다른 티탄들도 크로노스와 제우스 편으로 각기 갈려 전쟁에 참여하였다. 크로노스가 이끈 측을 통칭하여 단순히 티탄들이라고 부르고 제우스가 이끈 측을 통칭하여 올림포스 신들이라고 부르는데, 티탄들과 올림포스 신들과의 이 전쟁을 전통적인 용어로 티타노마키아(Τιτανομαχία Titanomachia[*], 영어: Titanomachy)라고 한다. '티타노마키아'는 '티탄들'을 뜻하는 티타네스(Τιτᾶνες Titanes[*])와 '전쟁 또는 전투'를 뜻하는 마케(Μάχη makhē[*])가 합쳐져 이루어진 낱말로, 문자 그대로의 뜻은 '티탄들의 전쟁(War of the Titans)' 또는 '티탄들의 전투(Battles of the Titans)'이다.
티타노마키아는 단박에 혹은 짧은 기간에 결말이 난 것이 아니었다. 《신들의 계보》에 따르면 양측의 세력이 팽팽하여 티타노마키아는 10년간이나 지속되었는데, 《비블리오테케》에서도 동일하게 말하고 있다. 《신들의 계보》에 따르면, 크로노스가 이끄는 티탄들의 기지는 오트리스 산에 있었고 제우스가 이끄는 올림포스 신들의 기지는 올림포스 산에 있었는데, 이 두 산은 모두 그리스의 테살리아 지방에 위치한다. 이 두 산 사이에는 테살리아 평원이 있다. 현대의 그리스 신화 관련 자료 또는 견해들 중에는 테살리아 평원이 티타노마키아의 주된 전장이었다고 말하기도 하는데, 《신들의 계보》와  《비블리오테케》에는 이러한 언급이 없다.
《신들의 계보》 629~638행에서는 티타노마키아의 전체적인 상황을 다음과 같이 진술하고 있다. 아래 인용문의 헤시오도스의 진술과 위의 "키클롭스의 재구출" 단락에서 언급된 헤시오도스의 진술에 의거할 때, 비록 제우스가 자신을 '모든 필멸자들과 불멸자들의 왕'이 되게 하는 힘인 천둥과 번개의 힘을 가졌지만, 10년간의 티타노마키아의 기간 동안에는 그 힘이 아직 티탄들을 완전히 제압할 정도로 각성된 상태는 아니었다는 것을 합리적으로 추정할 수 있다.

#### 헤카톤케이레스의 재구출
위 문단에 기술된 바와 같이 10년 간의 티타노마키아는 팽팽한 교착 상태에 빠졌는데, 가이아는 올림포스 신들에게 크로노스가 구출하였다가 다시 감금한 헤카톤케이레스 삼형제를 타르타로스에서 구출하면 전쟁을 승리로 이끌 수 있을 것이라는 조언을 하였다. 이에 따라, 제우스가 이끄는 올림포스 신들은 헤카톤케이레스 삼형제를 타르타로스로부터 다시 구출하였다.
헤카톤케이레스 삼형제를 구출한 후 올림포스 신들은 이들에게 넥타와 암브로시아 등의 신들이 먹는 음료와 음식을 주었고 이들 삼형제는 기력을 회복하였다. 그러자 제우스가 자신들 편에서 서서 도와줄 것을 요청하였고 이들 삼형제는 올림포스 신들의 구출에 감사하면서 전쟁을 도울 것이라고 대답하였다. 이에 올림포스 신들은 모두 기뻐하였고 아주 크게 사기가 진작되었는데, 지난 10년간의 그 어느 때보다도 사기가 충천하였으며, 이 결과 바로 그 날, 즉, 헤카톤케이레스가 재구출된 바로 그 날 티타노마키아의 최후의 결전이 일어나게 되었다.
앞의 "키클롭스의 재구출" 단락에서 언급했듯이, 《비블리오테케》 등에 기술된  후대의 전승과는 달리, 《신들의 계보》에서는 키클롭스 삼형제와 헤카톤케이레스 삼형제의 재구출 시점이 각기 다르다. 전자는 티타노마키아가 시작되는 시점에, 후자는 티타노마키아가 끝나는 시점에 재구출되었다.
제우스의 성장과 발전이라는 측면에서 보면, 키클롭스 삼형제가 재구출되는 시점은 '모든 인간들과 신들의 아버지 또는 왕'이 될 수 있게 하는 무기인 천둥과 번개를 제우스가 일부나마 사용할 수 있게 되는 단계이고, 헤카톤케이레스 삼형제가 재구출되는 시점은 제우스가 천둥과 번개의 완전한 힘을 사용할 수 있게 되는 단계이다. 달리 말하면, 티타노마키아의 10년이란 제우스가 진정한 '모든 인간들과 신들의 아버지 또는 왕'으로 성장하고 발전하는데 필요했던 역경과 수행의 기간이기도 하다. 제우스의 여러 별칭들 가운데 하나가 "지혜로운 제우스(wise Zeus)"인데, 지혜라는 측면에서 보면 키클롭스 삼형제가 재구출되는 시점은, 제우스의 아버지 크로노스가 어리석어서 다시 감금하였던, 키클롭스 삼형제의 힘 즉 천둥과 번개로 상징되는 '신의 지혜'를 비로소 가지기 시작한 때이고, 헤카톤케이레스 삼형제가 재구출되는 시점은 그 '신의 지혜'가 완전해져서 헤카톤케이레스 삼형제의 힘 즉 총 300개의 팔의 힘으로 상징되는 '신의 권능'으로 나타나는 때이다. 키클롭스 삼형제는 '신의 지혜'를, 헤카톤케이레스 삼형제는 '신의 권능', 즉 '신의 지혜의 완성'을 상징한다.
한편, 위의 여러 문단들에서 나타나는 바와 같이, 가이아의 계획 · 계책 · 조언 또는 예언은 《신들의 계보》에서 사건의 전환을 가져오는 중요한 역할을 하는데, 그리스 신화와 고대 그리스 종교의 문맥에서 이것은 신탁(神託, 오라클)에 해당한다. 《신들의 계보》외의 다른 그리스 신화 문헌들에 따르면, 델포이 신탁의 능력은 가이아로부터 피톤에게로 그리고 아폴론에게로 이어졌다 (이에 대한 자세한 내용은 "피톤" 문서를 참조하시오).

#### 티타노마키아의 최후의 결전
가이아의 조언에 따라 제우스를 비롯한 올림포스 신들이 헤카톤케이레스 삼형제를 재구출한 후 이들 삼형제가 올림포스 신들을 돕겠다고 하자, 올림포스 신들 측에서는 지난 10년간의 전쟁 중 다른 어떤 때보다 크게 사기가 올랐으며 전투의 의욕이 충천하였다. 그리고 "그들 모두 즉 [티탄 측과 올림포스 신들 측의] 남신과 여신들 모두는 바로 그 날(that day)  싫어하였던 전투를 [다시] 일으켰다(they all, both male and female, stirred up hated battle that day)". 즉, 10년간의 확실한 결말없이 팽팽히 진행되어 왔던, 너무도 지리했던 그래서 싫어할 수 밖에 없었던 싸움을 다시 일으켰는데, 이 전투는 10년간의 티타노마키아를 결말짓는 최후의 결전이 되었다.
헤시오도스는 이 최후의 결전에서 양 진영이 서로 맞서 있다가 충돌하는 장면을 다음과 묘사하고 있다.
 all that were born of Cronos together with those dread, mighty ones of overwhelming strength whom Zeus brought up to the light from Erebus beneath the earth. An hundred arms sprang from the shoulders of all alike, and each had fifty heads growing upon his shoulders upon stout limbs. These, then, stood against the Titans in grim strife, holding huge rocks in their strong hands.

And on the other part the Titans eagerly strengthened their ranks,

and both sides at one time showed the work of their hands and their might.

The boundless sea rang terribly around, and the earth crashed loudly: wide Heaven was shaken and groaned, and high Olympus reeled from its foundation under the charge of the undying gods, and a heavy quaking reached dim Tartarus and the deep sound of their feet in the fearful onset and of their hard missiles. So, then, they launched their grievous shafts upon one another, and the cry of both armies as they shouted reached to starry heaven; and they met together with a great battle-cry.
 
크로노스에게서 태어난 모두(즉, 제우스를 포함한 여섯 형제자매들과 이들의 자녀들, 즉 올림포스 신들)가 제우스가 땅 아래의 에레보스(즉 어둠의 남신, 타르타로스의 암흑)로부터 빛으로 데려온, 막강한 힘을 가진 그들 두렵고도 강대한 자들(즉, 헤카톤케이레스 삼형제)과 함께 [한쪽 편에 섰다]. 이들 [삼형제] 모두는 두 어깨로부터 100개의 팔이 나와 있고, 이들 각자는 굵고 튼튼한 신체의 두 어깨 위에 50개의 머리를 가지고 있었다. 그 때 이들(즉, 헤카톤케이레스 삼형제)은 자신들의 강한 [총 300개의] 손에 [총 300개의] 거대한 바위를 들고서 '단호하고 엄숙한 전투의 기운 속에서(in grim strife)' 티탄들에 맞서 서 있었다.

그리고 맞은 편에서는 티탄들이 열심히 자신들의 '전열과 인원(ranks)'을 강화하였다.

그리고 [마침내] 양 진영은 '자신들의 손의 능력(work of their hands)'과 자신들의 힘을 동시에 보였다.

끝없이 넓은 바다(즉, 폰토스)가 거대하고 사나운 환형의 물결을 일으켰고, 땅(즉, 가이아)은 굉음을 일으키며 충돌하였다. 광대한 하늘(즉, 우라노스)이 흔들리고 신음하였으며, 높은 올림포스 산이 불멸의 신들(즉, 티탄들)의 돌격에 의해 그 기저에서부터 비틀거렸다. 육중한 지진이 어두운 타르타로스에 닥쳤으며, '신들의 발은 이 두려운 전투의 시작 시점에서부터 깊은 소리[즉, 타르타로스에까지 이르는 굉음]를 일으켰고 신들의 단단한 미사일들도 그러하였다(the deep sound of their feet in the fearful onset and of their hard missiles)'. 이와 같이, 그 때, [양 진영의] 신들은 자신들의 '강력한 무기들(grievous shafts)'을 상대편으로 발사하였고, 양 군대가 소리치는 함성은 '별이 총총히 빛나는 하늘(starry heaven: 즉 우라노스)'에까지 닿았다. [이와 같이, 양 진영의] 신들은 전투의 함성을 크게 소리치며 격돌하였다.
 — 《신들의 계보》 668~686행. 영문본 & 한글본 편집자 번역

#### 제우스의 활약과 신위
헤시오도스는 티타노마키아의 최후의 결전에서의 제우스의 활약과 그것으로 드러나는 '모든 인간들과 신들의 왕 또는 아버지'로서의 신위(神威)를 묘사하고 있다. 그는 이 묘사의 서두에서, "제우스는 더 이상 자신의 힘을 억제하지 않았다[또는, 비밀로 하지 않았다](Zeus no longer held back his might)"라고 말하고 있다. 이 표현을 문자 그대로 해석하면 최후의 결전의 날 이전의 10년 간의 전쟁 동안 티탄들을 제압할 힘을 가지고 있었지만 그 힘을 억제하거나 숨겼다는 것을 뜻한다. 즉, '모든 인간들과 신들의 왕 또는 아버지'가 되게 하는 힘인 천둥과 번개의 완전한 힘을 다만 사용하지 않았을 뿐이라는 것을 뜻한다. 하지만, 《신들의 계보》의 내용의 흐름을 보면, 이 날 비로소 천둥과 번개의 완전한 힘을 '사용할 수 있게 된 것'으로 해석된다.
해석이 어떠하든 문헌상의 사실로 남는 것은, 제우스가 티타노마키아의 최후의 결전에서 천둥과 번개의 완전한 힘을 사용하였고, 이것은 곧 그가 이날 자신이 '모든 인간들과 신들의 왕 또는 아버지'임을 천명하였고 증명했다는 것이다.
헤시오도스는 《신들의 계보》에서 티타노마키아의 최후의 결전에서의 제우스의 활약과 신위를 상당한 분량으로 묘사하고 있는데, 아래 인용문과 같다. 이 묘사에서 헤시오도스는 제우스의 활약에 의해 "[이 날의] 전황이 [올림포스 신들 측으로] 기울었다(the battle inclined)"고 말하여, 제우스가 최후의 결전에서 결정적인 역할을 했음을 밝히고 있다. 헤시오도스가 이 묘사에 상당한 분량을 들인 것은 제우스가 '모든 인간들과 신들의 왕 또는 아버지'로서의 자격 또는 지위를 완전히 갖추었음을 보이기 위한 것으로 파악된다. 이 묘사에서는 세계 또는 우주를 구성하는 사실상 모든 신들 또는 힘들이 등장하고 있는데, 이 신들 또는 힘들 모두가 제우스가 발휘하는 '완전한 천둥과 번개의 힘'의 영향권에 있다. 제우스의 완전한 힘은 "마치 하늘과 땅이 만나는 것과 같았다(it seemed even as if Earth and wide Heaven above came together)".
 Then Zeus no longer held back his might; but straight his heart was filled with fury and he showed forth all his strength.

From Heaven and from Olympus he came forthwith, hurling his lightning: the bold flew thick and fast from his strong hand together with thunder and lightning, whirling an awesome flame. 

The life-giving earth crashed around in burning, and the vast wood crackled loud with fire all about. All the land seethed, and Ocean's streams and the unfruitful sea. The hot vapour lapped round the earthborn Titans: flame unspeakable rose to the bright upper air: the flashing glare of the thunder-stone and lightning blinded their eyes for all that there were strong.

Astounding heat seized Chaos: and to see with eyes and to hear the sound with ears it seemed even as if Earth and wide Heaven above came together; for such a mighty crash would have arisen if Earth were being hurled to ruin, and Heaven from on high were hurling her down;

so great a crash was there while the gods were meeting together in strife.

Also the winds brought rumbling earthquake and duststorm, thunder and lightning and the lurid thunderbolt, which are the shafts of great Zeus, and carried the clangour and the warcry into the midst of the two hosts.

An horrible uproar of terrible strife arose: mighty deeds were shown and the battle inclined. But until then, they kept at one another and fought continually in cruel war.
 
그 때 제우스는 더 이상 자신의 힘을 억제하지 않았다. 그의 가슴은 곧장 분노(fury)로 완전히 채워졌으며 그는 자신의 모든 힘을 내보였다.

하늘(즉, 우라노스)로부터 그리고 올림포스 산으로부터 곧장 나와서 자신의 번개를 던졌다. 그의 공격은 천둥과 번개와 함께 강력한 손에서 강하고 빠르게 날라갔으며, 엄청난 화염의 소용돌이를 일으켰다.

생명의 원천인 땅(즉, 가이아)이 화염속에서 사방에서 굉음을 내며 부서졌고, 광대한 숲(vast wood: 즉 모든 우로스, 즉 모든 산) 전역이 화염에 휩싸여 [장작이 탈 때 나는] 커다란 탁탁거리는 소리를 내었다. 모든 땅(all the land: 타르타로스?)과 대양(즉 오케아노스, 세계를 둘러싸고 있는 거대한 강)의 모든 지류들(즉, 3000 오케아니스)과 '결실이 없는 바다(unfruitful sea: 즉 지류가 없는 바다, 즉 폰토스)'가 부글거리며 끓어올랐다. 뜨거운 증기가 '땅에서 태어난 티탄들(earthborn Titans: 즉, 가이아의 아들들인 티탄들과 그 후손들)'에게 밀어닥쳤다. 형언할 수 없는 화염이 밝은 상층의 공기(bright upper air: 즉 아이테르)까지 솟아올랐다. '뇌석(雷石)과 번개(thunder-stone and lightning)'의 섬광과 이글거림이 '그들의 눈(their eyes: 이상 열거된 모든 신들의 눈)'을 멀게 하였는데 '그 모두가 강력했기 때문이었다(all that there were strong)'.

경악스러운 열기가 카오스에게 몰려왔다: 그래서 카오스는 자신의 눈으로 직접 보고 자신의 귀로 그 소리들을 직접 들었는데 [즉, 모든 신들 중에서 오직 카오스만이 눈 멀거나 귀 멀지 않고 보고 들을 수 있었는데], 그것은 마치 땅(즉 가이아)과 위의 광대한 하늘(즉 우라노스)이 서로 만나는 것(즉, 에로스, 즉 결합) 같았다. 즉, 마치 땅(즉 가이아)이 위로 터져 부서지고 하늘(즉 우라노스)이 아래로 터져 내려와 서로가 만나 강력한 출동이 일어나는 것과 같았다. 

[양 측의] 신들이 전투 속에서 서로 격돌하고 있을 때 이와 같은 '[단 한 번의] 거대한 충돌(great a crash)'이 있었다.

또한 바람들(즉 아네모이)이 '우르릉거리는 소리의 지진'과 모래폭풍과 천둥과 번개와 타는 듯한 벼락을 가져왔는데, 이것들은 [모두] 위대한 제우스의 무기들(shafts: 문자 그대로는, [건물을 떠받치는] 기둥들 또는 축들)이다. 그리고 바람들은 양 진영의 한 가운데로 '쨍그랑쨍그랑거리는 소리(clangour)'와 '전쟁의 함성(warcry)'을 실어날랐다.

무시무시한 전투의 엄청난 소란이 일어났다. 강력한 행동들이 취해졌고 그리고 '전황이 [올림포스 신들 측으로] 기울었다(the battle inclined)'. 그러나 이 기울어짐은 이 때[즉, 제우스가 신위를 보인 때]까지는 아니었다. 양 진영은 서로에게 대등하였고 잔인한 전쟁 속에서 계속 [팽팽하게] 싸워왔었다.
 — 《신들의 계보》 687~712행. 영문본 & 한글본 편집자 번역

#### 헤카톤케이레스의 활약
《신들의 계보》에서는 티타노마키아의 최후의 결전에서의 제우스의 활약과 신위에 대한 묘사에 바로 이어서 헤카톤케이레스 삼형제의 활약이 기술되어 있다. 이에 따르면, 비록 티탄들을 압도하여 전황이 기울게 한 것은 제우스이지만, 실제로 각 티탄들을 제압하여 타르타로스에 가두는 구체적 · 세부적 역할은 헤카톤케이레스 삼형제가 하였다.
 And amongst the foremost Cottus and Briareos and Gyes insatiate for war raised fierce fighting: three hundred rocks, one upon another, they launched from their strong hands and overshadowed the Titans with their missiles, and buried them beneath the wide-pathed earth, and bound them in bitter chains when they had conquered them by their strength for all their great spirit, as far beneath the earth to Tartarus.

 
그리고 그 가운데서[즉, 전투에서], 전쟁에 대해 결코 싫증을 모르는, 선봉에 선 코토스와 브리아레오스와 기에스가 맹렬한 공격을 하였다. 그들은 자신들의 강한 손으로 300개의 바위를 겹겹이 날렸고 이 '미사일들(missiles)'은 티탄들을 제압하였으며 그들이 '넓은 길이 있는 땅 아래에(beneath the wide-pathed earth: 즉 가이아의 아래에, 즉 땅 속에)' 파묻히게 하였고, 그리고, 자신들의 힘과 '거대한 기세(great spirit)'로 티탄들에게 승리를 거둔 후 그들을 사슬에 묶어 땅 아래 저 먼 곳에 있는 타르타로스에 가두었다.
 — 《신들의 계보》 713~721행. 영문본 & 한글본 편집자 번역

### 올림포스 신들의 승리와 크로노스의 감금

#### 올림포스 신들의 시대가 열리다
제우스가 이끄는 올림포스 신들이 최후의 결전에서 승리함으로써, 10년간의 티타노마키아는 마침내 올림포스 신들의 승리로 종결되었고, 크로노스와 그의 편을 들어 함께 싸웠던 다른 티탄들은 타르타로스에 감금되었다. 이로써 그리스 신화의 역사에서 티탄들의 시대가 끝나고 올림포스 신들의 시대가 시작되었다.

#### 크로노스 등이 감금된 타르타로스에 대하여
《신들의 계보》에서는 크로노스와 그의 편을 들은 티탄들이 감금된 타르타로스에 대해 언급하고 있는데, 이에 따르면, 타르타로스는 지하세계의 끝, 즉 지하세계의 가장 밑바닥에 있는데, 하늘과 지표면 사이의 거리와 지표면과 타르타로스 사이의 거리가 같다. 헤시오도스의 표현에 따르면, "놋쇠 모루(brazen anvil)"를 하늘의 가장 높은 곳에서 떨어뜨리면 "9일간의 밤과 낮(nine nights and days)"을 계속 떨어지다가 10일째가 되면 땅에 닿으며, 다시 땅 즉 지표면에서 놋쇠 모루를 떨어뜨리면 역시 "9일간의 밤과 낮(nine nights and days)"을 계속 떨어지다가 10일째가 되면 타르타로스에 닿는다.
타르타로스 둘레에는 "청동으로 된 담(fence of bronze)"이 있으며, 다시 밤(즉 닉스)이 마치 목걸이처럼 세 겹으로 이 담 둘레로 처져있다. 그리고 타르타로스 바로 위에는 "땅(즉 가이아)과 결실이 없는 바다(즉, 폰토스)의 뿌리(roots of the earth and unfruitful sea)"들이 자라고 있다. 즉, 타르타로스는 "거대한 땅(즉 가이아)의 끝에 있는, 안개가 자욱한 어둡고 축축한 장소(under misty gloom, in a dank place where are the ends of the huge earth)"이며, 티탄들은 제우스의 의사에 따라 여기에 감금되어 있다.
티탄들이 탈출하지 못하도록 포세이돈이 "청동으로 된 문들(gates of bronze)"을 만들었으며, 담벽이 타르타로스 둘레 전체에 둘러처져 있다. 그리고 헤카톤케이레스 삼형제, 즉 기에스 · 코토스 · 브리아레오스가 여기에 살면서 티탄들을 감시하고 있다.

#### 제우스 등이 지배권을 나눈 것에 대하여
헤시오도스의 《신들의 계보》에서는 언급이 없는 내용이지만, 슈도-아폴로도로스의 《비블리오테케》 1.2.1절과 호메로스의 《일리아스》 제15권 184~199행에 따르면, 올림포스 신들이 승리한 후에 제우스가 세계의 지배권을 모두 갖지는 못했으며(혹은 않았으며) 지배권이 분할되었다.
이 두 문헌 모두에 따르면, 이 분할은 토의나 결투에 의해 이루어진 것이 아니라 "제비를 뽑아서(cast lots 또는 lots were shaken)" 이루어졌다. 제비를 뽑은 결과 "제우스에게는 하늘에 대한 지배권이, 포세이돈에게는 바다에 대한 지배권이, 플루톤(하데스의 다른 이름)에게는 하데스(즉 지하세계)에 대한 지배권이 할당되었다(to Zeus was allotted the dominion of the sky, to Poseidon the dominion of the sea, and to Pluto the dominion in Hades)". 그리고, 《일리아스》 제15권 184~199행에 따르면, 땅 즉 지표면과 올림포스 산은 모두의 공동영역으로 남겨졌는데, 말하자면, 이 공동영역에 대해서는 각자의 의사와 능력에 따라 지배하기로 하였다.
한편, 플라톤의 대화편들 중 하나인 《고르기아스》에서 소크라테스는 호메로스의 《일리아스》를 근거로 하여 제우스 · 포세이돈 · 플루톤이 지배권을 분할하여 가졌다고 말하고 있다. 하지만, 소크라테스는 제비를 뽑아서 분할했다는 말은 하지 않고 있다.

## 헤시오도스의 일과 날의 신화

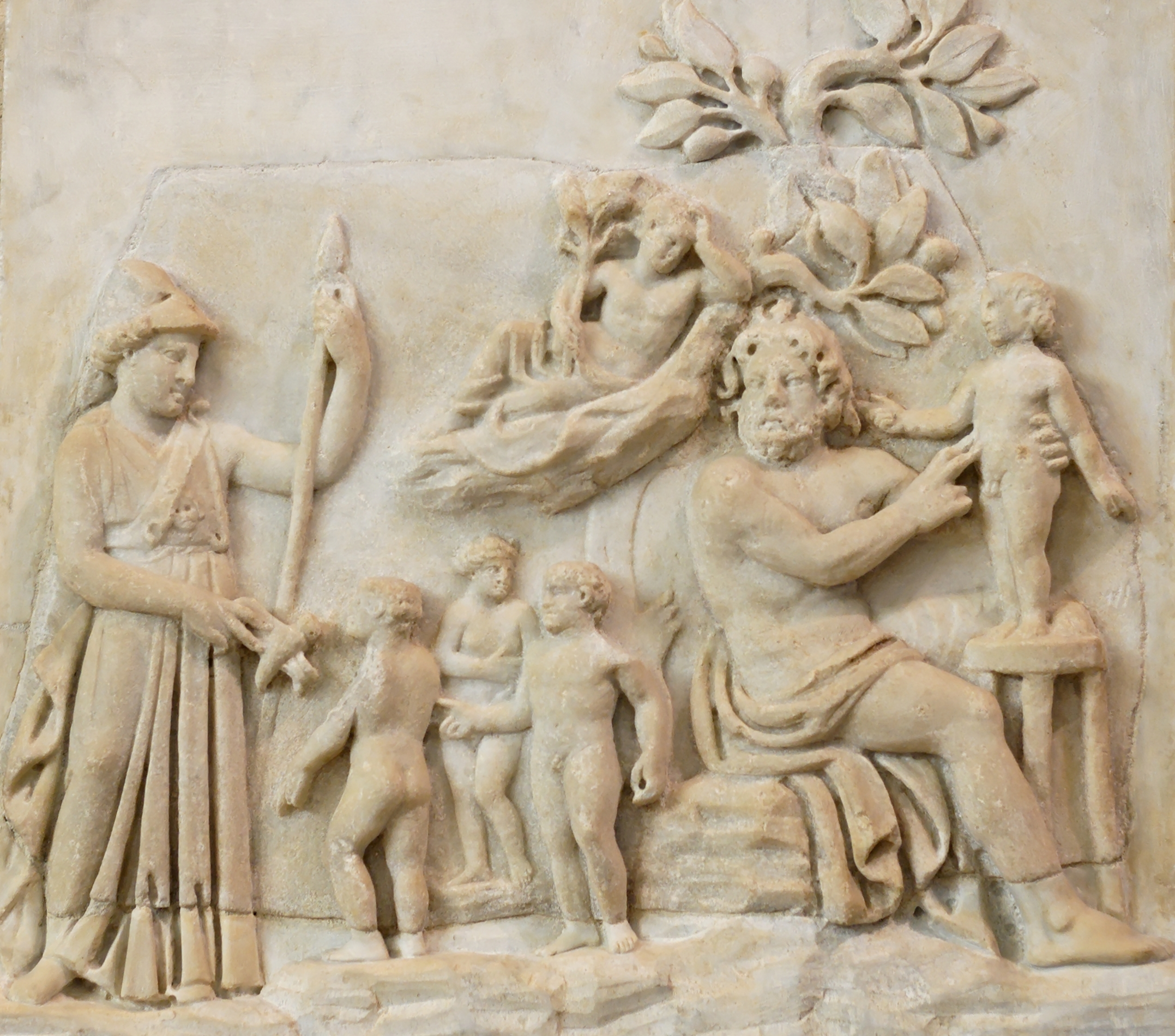
찰흙을 빚어 인간을 창조하고 있는 프로메테우스와 이것을 보고 있는 아테나 (로마시대 부조, 3세기)

헤시오도스의 다른 작품인 《일과 날》에서도 크로노스가 등장한다. 헤시오도스는 《일과 날》에서 인간의 시대를 황금 시대 · 은 시대 · 청동 시대 · 영웅 시대 · 철 시대의 5가지로 분류했는데, 그에 따르면 이 다섯 시대들 중 가장 앞선 시대인 황금 시대만이 크로노스의 통치 기간에 해당하고, 나머지 시대는 제우스의 통치 기간에 해당한다. 그리고 헤시오도스 자신이 살고 있는 때는 철 시대라고 말하고 있다.
참고로, 그리스 신화에 따르면 인간은 제2세대 티탄들 가운데 하나인 프로메테우스가 찰흙으로 창조하였다 (이에 대한 자세한 내용은 "프로메테우스" 문서를 참고하시오). 《신들의 계보》에 따르면, 프로메테우스는 제1세대 티탄들 즉 '우라노스와 가이아의 자녀들' 가운데 하나로 티타네스의 일원인 이아페토스와 제2세대 티탄들 가운데 하나로 오케아니데스의 일원인 클리메네가 혼인하여 낳은 네 아들(즉, 이아페티오니데스) 가운데 하나이다. 즉, 프로메테우스는 부계를 따를 경우 제2세대 티탄이고 모계를 따를 경우 제3세대 티탄이다.
크로노스가 전쟁에서 패하고 제우스가 지배하는 세상이 될 때 황금 시대가 막을 내렸고, 황금 시대의 인간들은 모두 땅으로 돌아가 정령(Daimon)들이 되었다. 한편, 헤시오도스의 《일과 날》에는 신들의 전쟁에서 크로노스가 패한 것과 인간의 역사에서 황금 시대가 끝난 것이 인과관계가 있다는 진술은 없다.

## 계승 신화
신들의 통치권이 우라노스에서 크로노스로, 크로노스에서 제우스로 넘어가는 것 같은 계승 신화의 특징은 고대 근동의 종교 문학의 영향을 받은 것이다.

## 그 밖에
- 크로노사우루스(Kronosaurus)는 크로노스의 이름을 딴 파충류이다. 중생대 백악기에 살았다.

## 같이 보기
- 크로노스 (시간의 신)
- 사투르누스
- 헤시오도스

## 참고 문헌
- (고대 그리스어) 헤시오도스 지음 (기원전 7세기). 《신들의 계보》. 페르세우스 프로젝트. |title=에 외부 링크가 있음 (도움말)
- (영어) Hesiod 지음, Hugh G. Evelyn-White 영역 (1914). 《Theogony (신들의 계보)》. Loeb Classical Library Volume 57. London: William Heinemann. |title=에 외부 링크가 있음 (도움말)
- (영어) Hesiod 지음, Hugh G. Evelyn-White 영역 (1914). 《Works And Days (일과 날)》. |title=에 외부 링크가 있음 (도움말)
- (영어) Homer 지음, A. T. Murray 영역 (1924). 《Iliad (일리아스)》. Loeb Classical Library Volume 1. Cambridge, MA, Harvard University Press; London, William Heinemann Ltd. |title=에 외부 링크가 있음 (도움말)
- (영어) Plato 지음, Benjamin Jowett 영역 (1871). 《Gorgias (고르기아스)》. |title=에 외부 링크가 있음 (도움말)
- (영어) Pseudo-Apollodorus 지음, James George Frazer 영역 (1921). 《The Library (비블리오테케)》. Loeb Classical Library Volumes 121 & 122. Cambridge, MA, Harvard University Press; London, William Heinemann Ltd. |title=에 외부 링크가 있음 (도움말)